# 夏季オリンピックの競技一覧
夏季オリンピックの競技一覧（かきオリンピックのきょうぎいちらん）は、夏季オリンピックのスポーツ競技の一覧である。

## 陸上競技
- 短距離走
  - 100m
  - 200m
  - 400m
- 中距離走
  - 800m
  - 1500m
- 長距離走
  - 5000m
  - 10000m
  - マラソン
- ハードル競走
  - 100mH（女子）
  - 110mH（男子）
  - 400mH
- 障害物競走
  - 3000mSC
- 競歩
  - 20km競歩
  - 35km競歩（男子）
- リレー走
  - 4×100mR
  - 4×400mR
  - 4×400mR（男女混合）
- 走高跳
- 棒高跳
- 走幅跳
- 三段跳
- 砲丸投
- 円盤投
- ハンマー投
- やり投
- 七種競技（女子）
- 十種競技（男子）

## 水泳

### 競泳
- 自由形
  - 50m
  - 100m
  - 200m
  - 400m
  - 800m
  - 1500m
- 平泳ぎ
  - 100m
  - 200m
- 背泳ぎ
  - 100m
  - 200m
- バタフライ
  - 100m
  - 200m
- 個人メドレー
  - 200m
  - 400m
- フリーリレー
  - 4×100m
  - 4×200m
- メドレーリレー
  - 4×100m
  - 4×100m（男女混合）
- オープンウォータースイミング
  - マラソン10km

### 飛込
- 個人
  - 3m飛板飛込
  - 10m高飛込
- シンクロナイズドダイビング
  - 3mシンクロナイズド飛板飛込
  - 10mシンクロナイズド高飛込

### 水球
- 団体

### アーティスティックスイミング
- チーム
- デュエット

## 体操

### 体操競技
- 種目別
  - ゆか
  - あん馬（男子）
  - つり輪（男子）
  - 跳馬
  - 平行棒（男子）
  - 鉄棒（男子）
  - 段違い平行棒（女子）
  - 平均台（女子）
- 個人総合
- 団体総合

### 新体操
- 個人演技
- 団体演技

### トランポリン
- 個人演技

## 格闘技

### フェンシング
- フルーレ
  - 個人
  - 団体
- エペ
  - 個人
  - 団体
- サーブル
  - 個人
  - 団体

### レスリング
- グレコローマン（男子）
  - 60kg級
  - 67kg級
  - 77kg級
  - 87kg級
  - 97kg級
  - 130kg級
- フリースタイル（男子）
  - 57kg級
  - 65kg級
  - 74kg級
  - 86kg級
  - 97kg級
  - 125kg級
- フリースタイル（女子）
  - 50kg級
  - 53kg級
  - 57kg級
  - 62kg級
  - 68kg級
  - 76kg級

### ボクシング
- 男子
  - フライ級
  - フェザー級
  - ライト級
  - ウェルター級
  - ミドル級
  - ライトヘビー級
  - ヘビー級
  - スーパーヘビー級
- 女子
  - フライ級
  - フェザー級
  - ライト級
  - ウェルター級
  - ミドル級

### 柔道
- 男子
  - 60kg級
  - 66kg級
  - 73kg級
  - 81kg級
  - 90kg級
  - 100kg級
  - 100kg超級
- 女子
  - 48kg級
  - 52kg級
  - 57kg級
  - 63kg級
  - 70kg級
  - 78kg級
  - 78kg超級
- 混合団体

### テコンドー
- 男子
  - 58kg級
  - 68kg級
  - 80kg級
  - 80kg超級
- 女子
  - 49kg級
  - 57kg級
  - 67kg級
  - 67kg超級

## 射撃スポーツ

### 射撃
- ライフル射撃
  - 10mエアピストル
  - 25mエアピストル（女子）
  - 25mラピッドファイアーピストル（男子）
  - 混合団体 10mエアピストル
  - 10mエアライフル
  - 50mライフル3姿勢
  - 混合団体 10mエアライフル
- クレー射撃
  - トラップ
  - スキート
  - 混合団体トラップ

### アーチェリー
- 個人
- 団体
- 混合団体

## 自転車

### トラック
- 個人スプリント
- チームスプリント
- ケイリン
- チームパシュート
- オムニアム
- マディソン

### ロードレース
- 100-140km個人ロードレース（女子）
- 230-250km個人ロードレース（男子）
- 20-30km個人ロードタイムトライアル（女子）
- 40-50km個人ロードタイムトライアル（男子）

### マウンテンバイク
- クロスカントリー

### BMX
- レーシング
- フリースタイル

## ウォータースポーツ

### ボート競技
- シングルスカル
- ダブルスカル
- 舵手なしクォドルプル
- 舵手なしペア
- 舵手なしフォア
- 軽量級ダブルスカル
- エイト

### セーリング
- 470級
- 49er級（男子）
- 49erFX級（女子）
- フィン級（男子）
- レーザー級（男子）
- レーザーラジアル級（女子）
- ナクラ17級（男女混合）

### カヌー　フラットウォーター
- カナディアンシングル
  - 500m（女子）
  - 1,000m（男子）
- カナディアンペア
  - 500m（女子）
  - 1,000m（男子）
- カヤックシングル
  - 200m
  - 500m（女子）
  - 1,000m（男子）
- カヤックペア
  - 500m（女子）
  - 1,000m（男子）
- カヤックフォア
  - 500m

### カヌー　スラローム
- カナディアンシングル
- カヤックシングル

### サーフィン
- 個人

## 球技

### テニス
- シングルス
- ダブルス
- 混合ダブルス

### サッカー
- 団体

### バスケットボール
- 団体
- 3x3

### バレーボール
- バレーボール
  - 団体
- ビーチバレー
  - ダブルス

### ハンドボール
- 団体

### ホッケー
- 団体

### 卓球
- シングルス
- 混合ダブルス
- 団体

### バドミントン
- シングルス
- ダブルス
- 混合ダブルス

### ゴルフ
- 個人

### ラグビーフットボール
- 7人制ラグビー
  - 団体

## 混合競技

### 近代五種競技
- 個人

### トライアスロン
- 個人
- 混合リレー

## その他

### ウエイトリフティング
男子
- 61kg級
- 67kg級
- 73kg級
- 81kg級
- 96kg級
- 109kg級
- 109kg超級

女子
- 49kg級
- 55kg級
- 59kg級
- 64kg級
- 76kg級
- 87kg級
- 87kg超級

### 馬術
- 障害飛越
  - 個人
  - 団体
- 馬場馬術
  - 個人
  - 団体
- 総合馬術
  - 個人
  - 団体

### スケートボード
- ストリート
- パーク

### スポーツクライミング
- 複合